# Inocencio de la Inmaculada
Inocencio de la Inmaculada (Geburtsname: Manuel Canoura Arnau; * 10. März 1887 in Cecilia Oro Valley; † 9. Oktober 1934 in Turon) war ein spanischer Märtyrer. Er wird in der römisch-katholischen Kirche als Heiliger verehrt.
Manuel Canoura Arnau trat im Alter von 14 Jahren ins Priesterseminar des Passionistenordens ein und nahm als Ordensnamen Inocencio de la Inmaculada an. 1920 empfing er in Mieres die Priesterweihe. Inocencio wirkte vor allem als Prediger und Lehrer in verschiedenen Zentren seines Ordens. Im September 1934 wurde er nach Mieres versetzt. Inocencio wurde von einem Revolutionskomitee bei Aufständen linker Milizen in Asturien in Turon, wo er auf Bitten der Ordensgemeinschaft an christlichen Schulen Kindern die Beichte abnahm, zum Tode verurteilt.
Er wurde von Papst Johannes Paul II. 1990 selig- und 1999 heiliggesprochen.

## Einzelnachweis
1. ↑  Cirilo Bertrán and 8 Companions, religious of the Institute of Brothers of the Christian Schools and Inocencio de la Inmaculada, priest of the Congregation of the Passion of Jesus Christ, martyrs (+1934, +1937). In: Vatikan. Dicastero per la Comunicazione, abgerufen am 24. Januar 2025 (englisch).